# Ilica (Zagreb)
Pour les articles homonymes, voir Ilica (homonymie).
Ilica est une des rues les plus anciennes et les plus longues de Zagreb, capitale croate. 

## Situation et accès

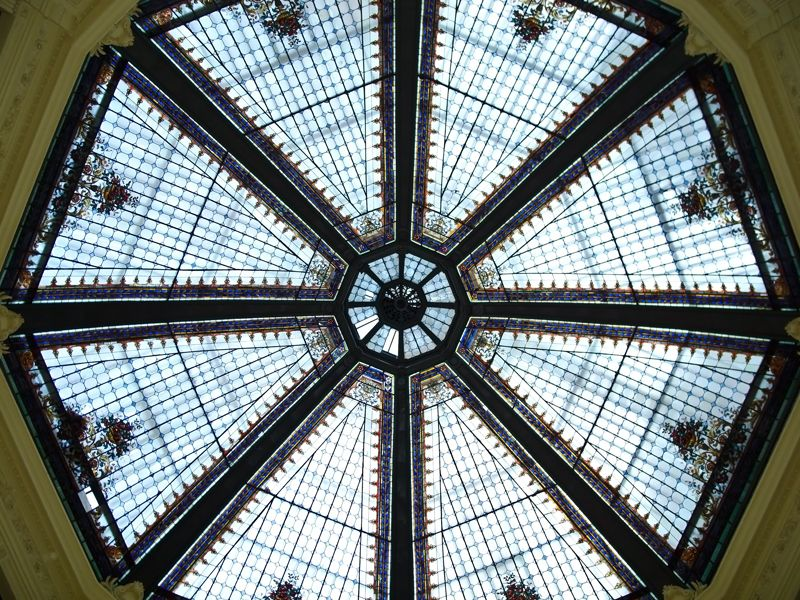
Toit de l'Oktogon, passage donnant sur Ilica.

Elle relie la place Ban-Jelačić à l'est de la ville, au quartier de Vrapče à l'ouest, en passant par Črnomerec (en), et s'étend sur plus de 500 adresses.
Principale artère commerciale de la ville, elle accueille de nombreuses enseignes et grandes marques internationales de la mode.

## Historique
Ilica est l'une des voies les plus anciennes de Zagreb. Les fouilles archéologiques ont mis au jour près d'Ilica un ancien entrepôt, au carrefour avec le passage Dežmanova.
Ilica change de visage entre la fin du XIXe siècle et le début du XXe siècle, lorsque les ateliers sont démolis pour être remplacés par des immeubles caractéristiques, en particulier sur sa section entre la place Ban-Jelačić et la place de Grande-Bretagne. Ces immeubles constituent une forme urbaine très particulière, formée principalement de bâtiments à trois étages, à usage mixte. Le rez-de-chaussée et l'éventuelle mezzanine sont à usage commercial, tandis que les niveaux supérieurs sont à usage d'habitation. Autre élément caractéristique, le rez-de-chaussée dispose de larges baies vitrées. Les meilleurs architectes croates de l'époque s'y sont illustrés : Kuno Waidmann (hr), Josip Vancaš (en), Leo Hönigsberg (en) et Julio Deutsch (en), mais aussi des architectes d'autres pays, dont l'Allemand Hermann Helmer (en) et l'Autrichien Ferdinand Fellner.

## Bâtiments remarquables et lieux de mémoire
- Oktogon (passage couvert)